# Hymenolepis
Hymenolepis là một chi thực vật có hoa trong họ Cúc (Asteraceae).

## Loài
Chi Hymenolepis gồm các loài: